# Saki Imamura
Saki Imamura (jap. 今村 咲 Imamura Saki; * 16. April 2002 in Kyōto) ist eine japanische Tennisspielerin.

## Karriere
Saki Imamura begann mit sechs Jahren das Tennisspielen und bevorzugt Hartplätze. Sie spielt überwiegend Turniere auf der ITF Women’s World Tennis Tour, bei der sie bislang vier Titel im Einzel und 14 im Doppel gewonnen hat.
2019 erreichte sie bei den Australian Open im Juniorinneneinzel als Qualifikantin das Hauptfeld, wo sie dann in der ersten Runde gegen Weronika Pepeljajewa mit 6:2, 2:6 und 2:6 verlor. Auch im Juniorinnendoppel verlor sie mit Partnerin Ku Yeon-woo bereits in der ersten Runde, konnte aber mit ihr später im Jahr das J1 Nanjing im Damendoppel gewinnen.
2020 erreichte sie bei den Australian Open im Juniorinneneinzel mit einem 7:64 und 6:3-Sieg gegen Célia-Belle Mohr die zweite Runde, wo sie dann Diana Schneider mit 1:6 und 3:6 unterlag. Im Juniorinnendoppel, wo sie mit Partnerin Erika Matsuda als Nachrücker ins Hauptfeld gelangte, verlor sie in der ersten Runde gegen Živa Falkner und Matilda Mutavdzic mit 6:2, 4:6 und [8:10].

## Turniersiege

### Einzel
| Nr. | Datum            | Turnier             | Kategorie | Belag     | Finalgegnerin    | Ergebnis       |
| --- | ---------------- | ------------------- | --------- | --------- | ---------------- | -------------- |
| 1.  | 21. August 2022  | Monastir            | ITF W15   | Hartplatz | Jennifer Luikham | 6:1, 6:1       |
| 2.  | 25. Februar 2024 | Nakhon Si Thammarat | ITF W15   | Hartplatz | Yao Xinxin       | 7:67, 7:5      |
| 3.  | 3. März 2024     | Nakhon Si Thammarat | ITF W15   | Hartplatz | Yuan Chengyiyi   | 6:2, 64:7, 6:2 |
| 4.  | 8. Juni 2025     | Osaka               | ITF W15   | Hartplatz | Stefani Webb     | 6:4, 6:1       |

### Doppel
| Nr. | Datum             | Turnier   | Kategorie | Belag             | Partnerin              | Finalgegnerinnen                        | Ergebnis          |
| --- | ----------------- | --------- | --------- | ----------------- | ---------------------- | --------------------------------------- | ----------------- |
| 1.  | 14. Mai 2022      | Cancun    | ITF W15   | Hartplatz         | Tsao Chia-yi           | Melissa Morales Andrea Weedon           | 6:3, 6:1          |
| 2.  | 21. Mai 2022      | Cancun    | ITF W15   | Hartplatz         | Miho Kuramochi         | Kariann Pierre-Louis Kelly Williford    | 3:6, 6:3, [10:8]  |
| 3.  | 25. Juni 2022     | Gurugram  | ITF W25   | Hartplatz         | Priska Madelyn Nugroho | Momoko Kobori Misaki Matsuda            | 6:4, 7:5          |
| 4.  | 6. August 2022    | Monastir  | ITF W15   | Hartplatz         | Priska Madelyn Nugroho | Nina Radovanovic Yao Xinxin             | 6:3, 6:2          |
| 5.  | 13. August 2022   | Monastir  | ITF W15   | Hartplatz         | Priska Madelyn Nugroho | Yasmine Mansouri Naho Satō              | 6:1, 6:3          |
| 6.  | 27. August 2022   | Monastir  | ITF W15   | Hartplatz         | Honoka Kobayashi       | Li Zongyu Mia Repac                     | 3:6, 6:0, [10:6]  |
| 7.  | 12. November 2022 | Yokohama  | ITF W25   | Hartplatz         | Naho Satō              | Han Na-lae Mai Hontama                  | 6:4, 4:6, [10:5]  |
| 8.  | 21. Januar 2023   | Bhopal    | ITF W40   | Hartplatz         | Erina Hayashi          | Jekaterina Makarowa Jekaterina Reingold | 6:3, 7:63         |
| 9.  | 23. Dezember 2023 | Solapur   | ITF W25   | Hartplatz         | Hiromi Abe             | Funa Kozaki Misaki Matsuda              | 6:3, 6:1          |
| 10. | 30. März 2024     | Kōfu      | ITF W50   | Hartplatz         | Erina Hayashi          | Rutuja Bhosale Ankita Raina             | 6:3, 7:5          |
| 11. | 29. Juni 2024     | Hongkong  | ITF W15   | Hartplatz         | Hiromi Abe             | Dang Yiming Anastassija Solotarjowa     | 6:4, 6:1          |
| 12. | 15. März 2025     | Kyōto     | ITF W50   | Hartplatz (Halle) | Park So-hyun           | Momoko Kobori Ayano Shimizu             | 7:5, 6:4          |
| 13. | 3. Mai 2025       | Goyang    | ITF W35   | Hartplatz         | Janice Tjen            | Kim Na-ri Punnin Kovapitukted           | 4:6, 6:0, [10:5]  |
| 14. | 16. August 2025   | Saskatoon | ITF W50   | Hartplatz         | Hiroko Kuwata          | Raphaëlle Lacasse Alexandra Vagramov    | 7:63, 3:6, [10:1] |